# سوزانا بوكانيغرا
سوزانا بوكانيغرا (بالإنجليزية: Suzanne Bocanegra)‏ هي فنانة تنصيبية أمريكية، ولدت في 14 فبراير 1957 في هيوستن في الولايات المتحدة.